# Їв Аллегро
Їв Аллегро (нар. 24 серпня 1978) — колишній швейцарський тенісист.
Найвищу одиночну позицію світового рейтингу — 210 місце досяг 16 червня 2003, парну — 32 місце — 4 жовтня 2004 року.
Здобув 3 парні титули.
Найвищим досягненням на турнірах Великого шолома було 3 коло в парному розряді.
Завершив кар'єру 2011 року.

## Фінали турнірів ATP за кар'єру

### Парний розряд: 10 (3–7)
| Легенда                                   |
| Великий шлем (0)                          |
| Фінали Світового туру ATP (0)             |
| Серія Мастерс 1000 Світового Туру ATP (0) |
| Світовий Тур ATP 500 (1/1)                |
| Світовий Тур ATP 250 (2/5)                |

| Результат | W/L | Дата     | Турнір                | Покриття   | Партнер          | Суперники                        | Рахунок            |
| --------- | --- | -------- | --------------------- | ---------- | ---------------- | -------------------------------- | ------------------ |
| Перемога  | 1–0 | Жов 2003 | Відень, Австрія       | Тверде (i) | Роджер Федерер   | Магеш Бгупаті Максим Мирний      | 7–6(9–7), 7–5      |
| Поразка   | 1–1 | Жов 2004 | Бангкок, Таїланд      | Тверде (i) | Роджер Федерер   | Джастін Гімелстоб Грейдон Олівер | 7–5, 4–6, 4–6      |
| Поразка   | 1–2 | Сер 2004 | Connecticut Open, США | Тверде     | Міхаель Кольманн | Антоні Дюпюї Мікаель Льодра      | 2–6, 4–6           |
| Поразка   | 1–3 | Тра 2004 | Касабланка, Марокко   | Ґрунт      | Міхаель Кольманн | Енцо Артоні Фернандо Вісенте     | 6–3, 0–6, 4–6      |
| Перемога  | 2–3 | Січ 2005 | Окленд, Нова Зеландія | Тверде     | Міхаель Кольманн | Сімон Аспелін Тодд Перрі         | 6–4, 7–6(7–4)      |
| Поразка   | 2–4 | Лют 2005 | Сан-Хосе, США         | Тверде (i) | Міхаель Кольманн | Вейн Артурс Пол Генлі            | 6–7(4–7), 4–6      |
| Перемога  | 3–4 | Чер 2005 | Галле, Німеччина      | Трава      | Роджер Федерер   | Йоахім Йоханссон Марат Сафін     | 7–5, 6–7(6–8), 6–3 |
| Поразка   | 3–5 | Лип 2006 | Штутгарт, Німеччина   | Ґрунт      | Роберт Ліндстедт | Гастон Гаудіо Максим Мирний      | 5–7, 7–6, [10–12]  |
| Поразка   | 3–6 | Кві 2007 | Валенсія, Іспанія     | Ґрунт      | Себастьян Прієто | Веслі Муді Тодд Перрі            | 5–7, 5–7           |
| Поразка   | 3–7 | Лют 2008 | Марсель, Франція      | Тверде (i) | Джефф Кутзе      | Мартін Дамм Павел Візнер         | 6–7(7–9), 5–7      |